# Jožko Bratuž
Jožko Bratuž, slovenski kulturni delavec in vzgojitelj, * 13. januar 1896, Gorica, † 29. december 1944, Gorica.

## Življenje in delo
Rodil se je v družini delavca Franca Bratuža. Ljudsko šolo in gimnazijo je obiskoval je v letih 1902−1914 v rojstnem kraju. Po maturi je vstopil v bogoslovje: I. letnik je končal v Gorici. II. v samostanu v Stični, ko je zaradi bolezni prenehal s študijem. Od jeseni 1916 je bil nekaj časa prefekt v videmskem semenišču. Po koncu vojne je vstopil v goriško bogoslovje, tu končal III. letnik, zadnjega pa 1920 v Ljubljani. Zaradi moralnih načel se ni dal posvetiti v duhovnika. Ko so leta 1923 v Gorici ponovno odprli 
Alojzijevišče je postal najprej prefekt, kasneje pa vodja. Ko je fašistična oblast 24. januarja 1931 imenovala za prefekturnega komisarja italijanskega duhovnika je moral zavod zapustiti. Goriški nadškof ga je imenoval za profesorja grščine, slovenščine in peta za italijanske gojence v nadškofijski gimnaziji in malem semenišču. Po vstopu Italije v 2. svetovno vojno je nadškof preselil malo semenišče v Videm in Bratuž je izgubil tudi to službo. Do smrti se je nato preživljal kot zasebni učitelj.
Bratuževo delo je bilo plodovito na treh področjih. Imel je prirojene močno poudarjene vzgojiteljske sposobnosti. Alojzijevišče je pod njegovim vodstvom zaslovelo po vsej deželi kot odličen vzgojni zavod, kot profesor je žel lepe uspehe, bil pa je tudi dober solist. Kot tenorist je bil vabljen na razne cerkvene slovesnosti. Veliko zaslug pa ima tudi kot sourednik štirih cerkvenih pesmaric katere je izdala  
Goriška Mohorjeva družba: Božji spevi (1929), Gospodov dan (1930), Svete pesmice (1932) in Zdrava Marija (1933) ter ljudske pesmarice Barčica (1930). Bil pa je tudi odbornik Goriške Mohorjeve družbe od njene ustanovitve 1924 do smrti ter spodbujevalec in mentor pri začetnih pesniških korakih Ljubke Šorli.